# Feldhandball-Weltmeisterschaft der Männer 1952
Die 3. Feldhandball-Weltmeisterschaft fand vom 8. bis 15. Juni 1952 in der Schweiz statt. Ausrichter war die International Handball Federation (IHF). Weltmeister wurde Deutschland, vertreten durch die Bundesrepublik bzw. die Auswahl des DHB.
Fünfzehn Nationen hatten für das Turnier gemeldet: Belgien, Dänemark, Deutschland, Frankreich, Italien, Jugoslawien, Luxemburg, die Niederlande, Norwegen, Österreich, Portugal, das Saarland, Schweden, die Schweiz und Spanien.
Die Finalisten von 1948, Schweden und Dänemark, waren ebenso wie der Gastgeber Schweiz für die Endrunde gesetzt, die übrigen zwölf Mannschaften sollten in einer Ausscheidungsrunde sechs weitere Endrundenteilnehmer ermitteln. Da Portugal (in Spanien) und Italien (in Österreich) nicht antraten, erreichten ihre jeweiligen Gegner das Turnier kampflos.
Das eigentliche Turnier wurde in Vor- und Zwischenrundengruppen „jeder gegen jeden“ ausgetragen. Anschließend folgten drei Finalspiele zur Ermittlung der Plätze 1 bis 6.
Torschützenkönige wurden Svend Aage Madsen (Dänemark) und Bernhard Kempa (Deutschland) mit je 27 Treffern vor Walter Schädlich (Deutschland) und Klöti (Schweiz) mit je 26 Toren.

## Ausscheidungsrunde
In der Ausscheidungsrunde gab es sechs Spielpaarungen, deren Verlierer ausschieden, während die Gewinner (Deutschland, das Saarland, Frankreich, die Niederlande, Spanien und Österreich) in die Vorrunde einzogen:
| BR Deutschland | – | Luxemburg  | 34:2       | am 13. April 1952 in Offenbach |
| Jugoslawien    | – | Saarland   | 13:15      | am 4. Mai 1952 in Ljubljana    |
| Belgien        | – | Frankreich | 8:18 (5:8) | am 4. Mai 1952 in Eupen        |
| Niederlande    | – | Norwegen   | 12:5 (7:3) | am 18. Mai 1952 in Hengelo     |
| Spanien        | – | Portugal   | kampflos   |                                |
| Österreich     | – | Italien    | kampflos   |                                |

## Vorrunde
Die sechs Gewinner der Ausscheidungsrunde spielten gegen drei gesetzte Mannschaften in drei Dreier-Gruppen „jeder gegen jeden“. Die beiden ersten jeder Gruppe qualifizierten sich für die Zwischenrunde.

### Gruppe A
| 8. Juni 1952 | BR Deutschland | 23:10 | Dänemark | Basel |
| 8. Juni 1952 | (13:5)         |       |          | Basel |
| 8. Juni 1952 |                |       |          | Basel |

| 9. Juni 1952 | BR Deutschland | 19:2 | Saarland | Luzern |
| 9. Juni 1952 |                |      |          | Luzern |
| 9. Juni 1952 |                |      |          | Luzern |

| 10. Juni 1952 | Dänemark | 14:13 | Saarland | Zürich |
| 10. Juni 1952 |          |       |          | Zürich |
| 10. Juni 1952 |          |       |          | Zürich |

| Rang | Land           | Tore  | Punkte |
| ---- | -------------- | ----- | ------ |
| 1    | BR Deutschland | 42:12 | 4      |
| 2    | Dänemark       | 24:36 | 2      |
| 3    | Saarland       | 15:33 | 0      |

### Gruppe B
| 8. Juni 1952 | Schweden | 19:10 | Österreich | Winterthur |
| 8. Juni 1952 | (9:5)    |       |            | Winterthur |
| 8. Juni 1952 |          |       |            | Winterthur |

| 9. Juni 1952 | Österreich | 20:10 | Spanien | Rorschach |
| 9. Juni 1952 |            |       |         | Rorschach |
| 9. Juni 1952 |            |       |         | Rorschach |

| 10. Juni 1952 | Schweden | 9:2 | Spanien | Sportplatz Scharten, Baden |
| 10. Juni 1952 |          |     |         | Sportplatz Scharten, Baden |
| 10. Juni 1952 |          |     |         | Sportplatz Scharten, Baden |

| Rang | Land       | Tore  | Punkte |
| ---- | ---------- | ----- | ------ |
| 1    | Schweden   | 28:12 | 4      |
| 2    | Österreich | 30:29 | 2      |
| 3    | Spanien    | 12:29 | 0      |

### Gruppe C
| 8. Juni 1952 | Niederlande | 14:8 | Frankreich | Aarau |
| 8. Juni 1952 | (7:3)       |      |            | Aarau |
| 8. Juni 1952 |             |      |            | Aarau |

| 9. Juni 1952 | Schweiz | 13:5 | Niederlande | Bern |
| 9. Juni 1952 | (6:2)   |      |             | Bern |
| 9. Juni 1952 |         |      |             | Bern |

| 10. Juni 1952 | Schweiz | 14:7 | Frankreich | La Chaux-de-Fonds |
| 10. Juni 1952 | (5:3)   |      |            | La Chaux-de-Fonds |
| 10. Juni 1952 |         |      |            | La Chaux-de-Fonds |

| Rang | Land        | Tore  | Punkte |
| ---- | ----------- | ----- | ------ |
| 1    | Schweiz     | 27:12 | 4      |
| 2    | Niederlande | 19:21 | 2      |
| 3    | Frankreich  | 15:28 | 0      |

## Zwischenrunde
Die Gruppen-Ersten und -Zweiten der Vorrunde spielten in zwei Dreier-Gruppen „jeder gegen jeden“. Die ersten dieser Gruppen spielten im Finale um Platz 1 und 2, die Zweiten um 3 und 4, die Dritten um 5 und 6:

### Gruppe 1
| 11. Juni 1952 | BR Deutschland | 29:6 | Niederlande | Winterthur |
| 11. Juni 1952 | (12:4)         |      |             | Winterthur |
| 11. Juni 1952 |                |      |             | Winterthur |

| 12. Juni 1952 | Österreich | 21:1 | Niederlande |  |
| 12. Juni 1952 |            |      |             |  |
| 12. Juni 1952 |            |      |             |  |

| 13. Juni 1952 | BR Deutschland | 19:4 | Österreich | Bern |
| 13. Juni 1952 | (9:3)          |      |            | Bern |
| 13. Juni 1952 |                |      |            | Bern |

| Rang | Land           | Tore  | Punkte |
| ---- | -------------- | ----- | ------ |
| 1    | BR Deutschland | 48:10 | 4      |
| 2    | Österreich     | 25:20 | 2      |
| 3    | Niederlande    | 7:50  | 0      |

### Gruppe 2
| 11. Juni 1952 | Schweden | 11:9 | Dänemark | Thun |
| 11. Juni 1952 | (7:6)    |      |          | Thun |
| 11. Juni 1952 |          |      |          | Thun |

| 12. Juni 1952 | Schweiz | 12:7 | Dänemark | Aarau |
| 12. Juni 1952 |         |      |          | Aarau |
| 12. Juni 1952 |         |      |          | Aarau |

| 13. Juni 1952 | Schweden | 12:7 | Schweiz | Basel |
| 13. Juni 1952 |          |      |         | Basel |
| 13. Juni 1952 |          |      |         | Basel |

| Rang | Land     | Tore  | Punkte |
| ---- | -------- | ----- | ------ |
| 1    | Schweden | 23:16 | 4      |
| 2    | Schweiz  | 19:19 | 2      |
| 3    | Dänemark | 16:23 | 0      |

## Finale
Spiel um Platz 5
| 15. Juni 1952 | Dänemark | 20:8 | Niederlande | Biel |
| 15. Juni 1952 |          |      |             | Biel |
| 15. Juni 1952 |          |      |             | Biel |

Spiel um Platz 3
| 15. Juni 1952 | Schweiz | 12:10 | Österreich | Hardturm-Stadion Zürich |
| 15. Juni 1952 | (7:4)   |       |            | Hardturm-Stadion Zürich |
| 15. Juni 1952 |         |       |            | Hardturm-Stadion Zürich |

Endspiel
| 15. Juni 1952 | Deutschland | 19:8 | Schweden | Hardturm-Stadion Zürich |
| 15. Juni 1952 | (10:3)      |      |          | Hardturm-Stadion Zürich |
| 15. Juni 1952 |             |      |          | Hardturm-Stadion Zürich |

## Endstand
| Rang           | Land           |
| -------------- | -------------- |
| Goldmedaille   | BR Deutschland |
| Silbermedaille | Schweden       |
| Bronzemedaille | Schweiz        |
| 4.             | Österreich     |
| 5.             | Dänemark       |
| 6.             | Niederlande    |
| 7.             | Frankreich     |
| 8.             | Saarland       |
| 9.             | Spanien        |
| 10.            | Jugoslawien    |
| 11.            | Norwegen       |
| 12.            | Belgien        |
| 13.            | Luxemburg      |
|                | Portugal       |
|                | Italien        |

## Torschützenliste
| # | Name              | Nation         | Tore |
| - | ----------------- | -------------- | ---- |
| 1 | Bernhard Kempa    | BR Deutschland | 28   |
| 2 | Svend Aage Madsen | Dänemark       | 27   |
| 3 | Edy Klöti         | Schweiz        | 26   |
| 4 | Walter Schädlich  | BR Deutschland | 25   |

Quelle:

## Die Weltmeistermannschaft 1952: Deutschland
Horst Bröker (SpVgg 89/19 Hochheide) 3 Spiele/0 Tore, Heinz Singer (SV Polizei Hamburg) 2/0 – Markus Bernhard (FC Bayern München) 4/1, Heinrich Dahlinger (THW Kiel) 4/12, Günter Fallner (TuS Lintfort) 3/12, Karl Günnemann (TuS Lintfort) 2/0, Alfred Heidemann (RSV Mülheim a. d. Ruhr) 4/1, Jürgen Isberg (SV Polizei Hamburg) 5/4, Bernhard Kempa (Frisch Auf Göppingen) 5/27, Bernd Kuchenbecker (Sportfreunde Flensburg) 2/6, Herbert Podolske (THW Kiel) 3/1, Walter Schädlich (SV Hamborn 07) 5/26, Heinz-Georg Sievers (THW Kiel) 2/0, Werner Vick (SV Polizei Hamburg) 5/2, Paul Wanke (SV Polizei Hamburg) 3/8, Hermann Will (RSV Mülheim a. d. Ruhr) 3/9 – Trainer: Fritz Fromm.
Markus Bernhard, Horst Bröker, Heinrich Dahlinger, Günther Fallner, Karl Günnemann, Fredy Heidemann, Jürgen Isberg, Bernhard Kempa, Bernd Kuchenbecker, Herbert Podolske, Dr. Heinz-Georg Sievers, Heinz Singer,
Walter Schädlich, Werner Vick, Paul Wanke und Hermann Will wurden am 28. Juni 1953 mit dem Silbernen Lorbeerblatt geehrt.

## Weblink
- Spielplakat mit dem Logo der Weltmeisterschaft